# Orde van Ferdinand I
De Orde van Ferdinand I (Roemeens: "Ordinul Ferdinand I"), een ridderorde, werd op 10 mei 1929 ter ere van Ferdinand I van Roemenië ingesteld voor hen die aan bijzondere verdiensten op nationaal niveau en grote militaire verdiensten aan de eenheid der Roemenen hadden bijgedragen
Ferdinand I van Roemenië (Sigmaringen, 24 augustus 1865 - Boekarest, 20 juli 1927) werd door de Roemenen vereerd als de "vereniger van het rijk" omdat hij er in opeenvolgende oorlogen in was geslaagd om alle Roemeense gebieden te verenigen.
De orde kreeg zes graden:
- Keten
- Grootkruis
- Grootofficier
- Commandeur
- Officier
- Ridder

In 1937 werden de niet volgens de wettelijke regels ingestelde orden weer afgeschaft. Na 18 februari 1937 is de orde niet meer toegekend.

## De versierselen
Het kleinood was in art-decostijl vormgegeven. Het was een ingewikkeld vormgegeven melkgroen kruis. Als verhoging was een rood gevoerde ijzeren kroon aangebracht.
De ster had de vorm van een zilveren ruit of "plaque" gekregen.
Het lint was donkerblauw met een gouden middenstreep.
Orde van Michaël de Dappere ·
Orde van Carol I ·
Koninklijke Bene Merenti Orde ·
Orde van de Ster van Roemenië ·
Herinneringskruis voor Dames ·
Orde van het Kruis van Koningin Maria ·
Orde van Verdienste ·
Orde voor Trouwe Dienst ·
Orde van Verdienste voor de Landbouw ·
Orde van de Kroon van Roemenië ·
Orde van Ferdinand I ·
Orde voor Culturele Verdienste ·
Ereteken van de Roemeense Adelaar ·
Orde voor Dappere Vliegeniers ·
Orde van de Ster van de Volksrepubliek Roemenië ·
Held van de Socialistische Republiek Roemenië ·
Heldenmoeder van de Socialistische Republiek Roemenië ·
Held van de Socialistische Arbeid ·
Orde van de Overwinning van het Socialisme ·
Orde van Wetenschappelijke Verdienste ·
Orde van Medische Verdienste ·
Orde van Tudor Vladimirescu ·
Orde van de Ster van de Socialistische Republiek Roemenië ·
Orde van de Arbeid ·
Held van de Nieuwe Agrarische Revolutie

Zie ook: Ridderorden in Roemenië